# 水球ヤンキース
『水球ヤンキース』（すいきゅうヤンキース）は、2014年7月12日から9月20日まで毎週土曜日23時10分 - 23時55分に、フジテレビ系の「土ドラ」枠で放送された日本のテレビドラマである。主演は中島裕翔。
日本のテレビドラマでは史上初となる水球を題材としている。一人の不良高校生が水球に打ち込みながら、根性と友情、恋愛、感動のストーリーを繰り広げる青春ドラマ。
「土ドラ」枠の視聴率低迷もあり、今作で「土ドラ」枠は一旦、半年程度だけ廃枠となっていた。

## あらすじ
かすみ町でチンピラに絡まれている小学生(稲葉尚弥)を不良である黒澤が助けたことから物語が始まる。
黒澤は稲葉に制服をわたし、諦めなければ可能性は無限大だと教え「強くなったら返しに来い」とつたえた。
その後、尚弥は10年間カメラマンである父親と海外で旅をしてかすみ町に帰ってきた。そして尚弥は幼なじみの渚の家に居候し霞野工業高校の帰国子女枠で入学し高校生活を始めた。
そして水蘭にカス校を馬鹿にされたことにより水球部を立ち上げ全国一を目指す。
顧問である千春を追いかけて水球部に入部した千秋たちの協力を得て馬鹿トリオを橋本環奈のサイン入り写真を餌に部に引き入れ活動を開始した。
水蘭に水球の実力で推薦が内定していたが虎雄との対決に負けたことにより水球を避けていた龍二を仲間にするため何度も声をかけるが全く相手にしてもらえず馬鹿トリオとのPK対決に勝ったら二度と話しかけないことを条件に対決させて水球の楽しさを思い出させて仲間にすることに成功する。
龍二の知識をもとにポジションなどを決めてより本格的な練習に入る｡
そしてたくさんの経験や鮫島たちの協力を得て水蘭との公式戦に挑むことになる。
恋愛面では、渚を巡って奮闘する姿がみられる｡

## キャスト

### 主要人物
稲葉 尚弥〈18〉
演 - 中島裕翔（Hey! Say! JUMP）（少年期：高村佳偉人）
本作の主人公。物語開始まではカメラマンの父親と共に海外を飛び回っていたが、10年ぶりにはすみ町に戻り、帰国子女編入枠で霞野工業に転入する。幼馴染の岩崎宅で暮らす。少年期にチンピラに絡まれているところを「伝説の先輩」黒澤に助けてもらい、その出来事から霞野工業の番長に憧れを抱くようになる。当時は弱虫ですぐ泣いている子供だった。帰国子女だからか水球を「ミズタマ」と誤読したりと漢字に弱く、不良に対しても古いイメージを持っている。決め台詞は「諦めなきゃ、終わらねぇ。何にだってなれる! 可能性は無限大だ!!」。
カス高ミズタマ部のエースに成長し、公式試合の水蘭戦では決勝点を決める。試合後渚に告白し、正式に交際するようになる。
三船 龍二〈18〉
演 - 山﨑賢人
本作のもう一人の主人公。中学時代は水球部のエースで水蘭高校のスポーツ推薦枠に内定していたが、中3のころ虎雄との勝負に負けたことをきっかけにその申し出を断り、霞野工業に入学すると同時に水球から距離を置いてきたが、後に3バカトリオとPK対決で勝負したときに、尚弥と幼馴染の4人に心を動かされ、水球をやりたいという気持ちから水球部に入部することを決意する。水蘭高校女子水球部との試合後に水蘭高校水球部への入部を庄司に勧められ、自分の存在価値を知るためにその誘いを利用する。後に尚弥にフローターの座をゆずり、エースになるよう言葉をかける。
水蘭との試合の勝利後に渚に告白することを決めていたが、尚弥と渚の関係を察し、彼女に対しての好きな気持ちを抑えて2人のこれからを見守る。その後は全日本代表選手として推薦され、さらなる水球の道へと進んでいく。
岩崎 渚〈18〉
演 - 大原櫻子（少女期：安藤美優）
本作のヒロイン。水球部のマネージャー。尚弥の幼馴染で現在同居している。龍二、3バカ（朋生、公平、慎介）とは小学校の時からの同級生。中学時代は龍二、虎雄、玲と共に水球部に所属していたが、ある理由により水蘭では水球部のマネージャーに転身した。龍二に密かに想いを寄せているが、幼馴染であり初恋の相手でもある尚弥との再会により心が揺れ始める。
北島 虎雄〈18〉
演 - 髙木雄也（Hey! Say! JUMP）
水球部のエース。龍二とは中学時代からのライバル関係であり、玲をめぐっての恋のライバルでもあった。現在は玲と交際中だが、玲の龍二への視線を特別なものと思い、不信感を抱いている。
木村 朋生〈18〉
演 - 千葉雄大
3バカトリオの1人。カス高水球部発足のことを郷田に聞かれ、「カス高のくせに生意気」だと郷田の取り巻きたちに暴行を加えられ、志村・加東とともに散々な目に遭わされた。当初は尚弥を煙たがっていたものの、彼の熱意に押されて水球を始める。渚に想いを寄せていたが、渚が龍二に憧れているのを知り断念する。いつもつるんでいる3人の中では比較的ツッコミ寄りであり、まとめ役でもある。
志村 公平〈18〉
演 - 中川大志
3バカトリオの1人。以前は真面に泳げずにいたが、諦めなければ出来ないことはないということを龍二に証明し伝えるため、特訓して溺れない程度に成長する。周囲に流されやすく抜けたところがあるが、本当はとても仲間想いで努力家でもある。末っ子キャラ。
加東 慎介〈18〉
演 - 吉沢亮
3バカトリオの1人。見た目は飄々としているが、生粋のアイドル好きで橋本環奈の熱烈なファン。入部勧誘のために千秋が用意した橋本のサインが偽物だと見破った。実家が「かとちゃん」というお好み焼き屋を経営しており、生徒たちの集合場所となっている。自由人。
千秋 亮〈18〉
演 - 間宮祥太朗
郷田・涼子と同じ中学の出身。中学時代に郷田にいじめられていた過去がある。自転車窃盗の疑いをかけられ、学校を無断欠席したため容疑は確定かと思われたが、実際は水球部を存続させたい一心で夜間工事のアルバイトをして部費を稼いでいた。入部するために宮口と共にプールの清掃を手伝ったり、3バカトリオを入部させるために尚弥に橋本環奈のブロマイドを渡したりと、陰の功労者でもある。教師の千春に憧れを抱いていたが、次第に涼子への恋心に気づき始める。
水蘭に勝つことができたら付き合ってほしいと涼子に告白し、見事勝利を収め涼子と交際関係へと発展する。
宮口 幸喜〈18〉
演 - 矢本悠馬
高校入学時に一緒のクラスになった千秋と、常に行動を共にするほど仲良くなる。実は千秋とは初対面ではなく、中学時代に郷田に因縁を付けられているときに助けてもらった経緯がある。千秋に窃盗の疑いがかかったときも彼の無実を信じていた。

### 霞野工業高校 （通称・カス高）
青山 千春〈26〉
演 - 大政絢
水球部の顧問。同僚教師にはクールな態度で接する。尚弥が落ち込み困っているときに活路を見いだせるよう、アドバイスを送る。酒癖が悪い。
入江 漱石
演 - 八十田勇一
尚弥・龍二たちのクラスを受け持つ担任。
寺川 早紀
演 - 東野佑美
養護教師。
桑原 半蔵〈40〉
演 - 北村有起哉
教頭。霞野工業廃校容認派。水球部を潰そうと、部員が問題行動を起こさないか常に監視をしている。
荒川 重信〈62〉
演 - 森本レオ
校長。尚弥に期待をかけ、問題のある水球部を陰でサポートする。
黒澤 義男〈28〉
演 - 横山裕（関ジャニ∞）
「伝説の先輩」。10年前、チンピラにからまれていた尚弥を助けた際に諦めなければ可能性は無限大だと教え、強くなったら返しにこいと学ランを預けた。
当時のカス高の番長だったが、現在は情熱を失った状態でクリーンサービスはすみの従業員として働いている。

### 水蘭高校水球部
藤崎 玲〈18〉
演 - 新川優愛
女子水球部キャプテン。龍二、虎雄、渚とは同じ中学校の出身。虎雄と交際中だが、そのライバルである龍二のカス高水球部への入部を願っている。
前畑 涼子〈18〉
演 - 筧美和子
女子水球部の一員。商店街落書き事件の真犯人を目撃し、後に尚弥の疑いを晴らす証言をする。中学時代から千秋のことを毛嫌いしていたが、真犯人に突き飛ばされた際に助けてもらい、それ以来千秋に好意を寄せるようになる。夏合宿では「花火の後、2人で恋が成就すると言い伝えられている神社に出かけよう」と誘った。
柴田 理子〈17〉
演 - 佐野ひなこ
女子水球部の一員で、先輩の渚と共に巫女のアルバイトをしている。尚弥に一目惚れし、尚弥の魅力に魅かれる。
しかしカス高と水蘭の決勝戦後には、なぜか宮口と付き合っていた。
郷田 剛〈18〉
演 - 鈴木伸之
水球部の中心的人物。取り巻きとつるんでカス高の3バカトリオに暴行を加えたり、カス高水球部を潰すために商店街落書き事件を仕掛けたりと、腹黒く幼稚で陰湿的な性格の問題児。
土野 肇〈18〉
演 - 清水一希
小坂 昌平
演 - 冨田佳輔
藤倉 力
演 - 小橋川建
藤見 光
演 - 聖毅
倉石 修
演 - 寺岡万輝士
庄司 真冬〈26〉
演 - 倉科カナ（友情出演）
水球部顧問。龍二の才能に惚れ込み、龍二を水蘭高校水球部に引き入れようとするが失敗に終わる。カス高初の練習試合で女子水球部と戦わせたりするなどしたたかな面を持つ。

### はすみ町商店街
加東 浩介
演 - 笠原秀幸
慎介の兄。お好み焼き屋「かとちゃん」を夫婦で営む。
加東 陽子
演 - 長崎真友子
浩介の妻。周りが恥ずかしくなるほど夫と仲がいい。
霞水 シヅ子
演 - 梅沢昌代

### その他
橋本 環奈〈15〉
演 - 橋本環奈（Rev. from DVL）
ご存じ“天使すぎるアイドル”。
岩崎 静香
演 - 池津祥子
渚の母。
岩崎 敏夫
演 - 皆川猿時
渚の父。蓮水八幡神社の神主。

### ゲスト
キャスト名横の表記は出演回。
小津
演 - 池田鉄洋（第1・9・最終話）
10年前、尚弥にからんで黒澤に倒されたチンピラ。
現在はなぜか黒澤と共にクリーンサービスはすみの従業員として働いている。
鮫島 仁
演 - 宇梶剛士（第8話）
民宿さめじまのオーナー。当初はカス高水球部員に宿の仕事を手伝わせたり、壺を割った尚弥に薪割りの仕事を何日もさせたりと悪印象を持たれていたが、実は元水球日本代表のフローターであり、すべては水球部のトレーニングの一環であった。
須藤
演 - 長田成哉（第9話 - 最終話）
クリーンサービスはすみの社員。

## スタッフ
- 脚本 - 徳永友一、麻倉圭司、松田沙也
- 音楽 - 髙見優、やまだ豊
- 演出 - 宮木正悟、品田俊介、高橋貴司
- 主題歌 - Hey! Say! JUMP「明日へのYELL」（ジェイ・ストーム）
- 演出補 - 高橋貴司、関野宗紀、宮脇亮
- 選曲 - 谷口広紀
- 音響効果 - 長澤佑樹
- MA - 亀山貴之
- 擬斗 - 釼持誠
- 水球指導 - Sunzui、金子篤、武村毅
- 水球協力 - 房総水球クラブ、東京大学運動会水泳部水球陣、河原邦夫、近藤祐貴
- 撮影協力 - 柏崎市
- プロデュース - 藤野良太
- ラインプロデュース - 柴田圭子
- プロデュース補 - 足立鮎美
- 制作著作 - フジテレビドラマ制作部

## 放送日程
| 各話                                                      | 放送日  | サブタイトル                                            | 脚本     | 演出     | 視聴率 |
| --------------------------------------------------------- | ------- | ------------------------------------------------------- | -------- | -------- | ------ |
| 第1話                                                     | 7月12日 | 金髪&水着! 熱い夏始まるぜ! 夜露死苦                     | 徳永友一 | 宮木正悟 | 8.8%   |
| 第2話                                                     | 7月19日 | ミズタマでてっぺんとりたいヤツ集合!                     | 徳永友一 | 宮木正悟 | 7.2%   |
| 第3話                                                     | 8月02日 | お前がいなきゃミズタマ部始まんねえ!                     | 麻倉圭司 | 品田俊介 | 5.6%   |
| 第4話                                                     | 8月09日 | 恋と友情! 汗と涙! ミズタマ青春大爆発                    | 松田沙也 | 高橋貴司 | 6.7%   |
| 第5話                                                     | 8月16日 | 夏だ! 水着だ! 男と女のミズタマ勝負!                     | 徳永友一 | 宮木正悟 | 8.1%   |
| 第6話                                                     | 8月23日 | ミズタマ部廃部! 救世主はアイドル!?                      | 麻倉圭司 | 宮木正悟 | 5.6%   |
| 第7話                                                     | 8月30日 | ミズタマ部、史上最大の大大大ピンチ!                     | 松田沙也 | 品田俊介 | 5.4%   |
| 第8話                                                     | 9月06日 | 恋! 水着! 青い海! 胸キュン夏合宿SP                      | 松田沙也 | 宮木正悟 | 5.7%   |
| 第9話                                                     | 9月13日 | 最終章! ミズタマ部熱い夏ついに完結へ                    | 麻倉圭司 | 品田俊介 | 5.6%   |
| 最終話                                                    | 9月20日 | さらばミズタマ部！7人で目指せてっぺん可能性は無限大！！ | 徳永友一 | 宮木正悟 | 7.5%   |
| 平均視聴率 6.6%（視聴率は関東地区、ビデオリサーチ社調べ） |         |                                                         |          |          |        |

- 7月26日は『武器はテレビ。SMAP×FNS27時間テレビ』放送のため休止。

## その他
- サウンドトラックの楽曲「明日へ向かって」は、朝日放送テレビの全国高校野球選手権中継番組中の試合ハイライト映像のBGMとして使われている。[14]
- 中島、山﨑、間宮は前クールに放送された「弱くても勝てます〜青志先生とへっぽこ高校球児の野望〜」(日本テレビ)から2クール連続での共演となった[15]。